# Artur de Udaeta i Càrdenas
Artur de Udaeta i Càrdenas (Barcelona, 23 de juny de 1875 - 14 d'abril de 1954) fou un farmacèutic i artista polifacètic, va compondre ballables, cuplets, cançons i, com a mínim, una sarsuela. Va escriure dues sardanes.
Era fill de Julián de Udaeta Arechavala militar de professió nascut a Añes, a la província d'Àlaba i de Maria Dolores Cárdenas Albertini nascuda a L'Havana. Casat amb Maria Gil.